# Elezioni politiche in Italia del 1892
Le elezioni politiche del 1892 si svolsero il 6 novembre (1º turno) e il 13 novembre (ballottaggi) 1892.
Con le elezioni del 1892 si abbandonò il sistema dei collegi plurinominali adottato nelle elezioni del 1882, 1886 e 1890 e si tornò al sistema precedentemente in vigore dei collegi uninominali.

## Risultati
| Liste                      | Voti      | %    | Seggi |
| -------------------------- | --------- | ---- | ----- |
| Ministeriali               |           | 51,2 | 323   |
| Opposizione costituzionale |           | 11,5 | 93    |
| Estrema                    |           | 6,9  | 56    |
| Altri                      |           | 30,3 |       |
| Totale                     |           | 100  |       |
| Votanti                    | 1.639.000 | 55,8 |       |
| Elettori                   | 2.934.000 |      |       |